# Michał Stefański
Michał Stefański (ur. 1972) – polski literaturoznawca, tłumacz, edytor, współzałożyciel i redaktor naczelny wydawnictwa Oficyna 21.
Studiował na Wydziale Polonistyki Uniwersytetu Warszawskiego, gdzie w 2004 roku uzyskał stopień doktora. W latach 1999–2014 pracował w Polskiej Akademii Nauk. W latach 2013–2014 redagował pismo społeczno-kulturalne „Zmowa”. Publikował m.in. w „Twórczości”, „Toposie”, „Frazie”, „Krasnogrudzie”, „eleWatorze”, „Pamiętniku Słowiańskim” oraz w czeskich pismach „Aluze” i „Česká literatura”.

## Publikacje

### Monografie
- Czeska krytyka katolicka lat 1918-1938, Warszawa 2007.
- Lekcja maszyny. Przypadki poezji czeskiej awangardy, Warszawa 2012.

### Prace edytorskie
- Piotr Bratkowski, Wiersze stare i nowe, (wybór i układ), Warszawa 2003.
- Konstanty Mikiewicz, Wiersze zebrane, (oprac. i wstęp), Warszawa 2016.
- Marian Czuchnowski, Szpik egzystencji, (oprac. i posłowie), Warszawa 2017[5].
- Marian Czuchnowski, Czarna koronka, (oprac.), posłowie Wacław Lewandowski, Warszawa 2019.
- Marian Czuchnowski, Tyfus, teraz słowiki, (oprac.), posłowie Wojciech Ligęza, Warszawa 2019.
- Tymon Terlecki, Szukanie równowagi. Szkice literackie i publicystyczne, (oprac. i komentarz), Warszawa 2019.

### Tłumaczenia
- Sue Donaldson, Will Kymlicka, Zoopolis. Teoria polityczna praw zwierząt, (wspólnie z M. Wańkowicz), Warszawa 2018.